# Классификатор (лингвистика)
Классифика́тор в лингвистике — слово или морфема, используемые в некоторых языках для того, чтобы классифицировать объект классификатора, исходя из требуемого контекста.
Системы классификаторов не следует путать с именными классами: если классификаторов в языке может быть несколько сот, число именных классов обычно ограничено, причём классы зачастую характеризуют слово без учёта его смысла (например, исходя из морфологических соображений) и имеют грамматические последствия.
Классификаторы несколько схожи с детерминативами, однако последние не произносятся, а используются только на письме.
Чаще всего употребляется в значении счётных слов во вьетнамском, китайских (в т.ч. севернокитайском), кхмерском, японском и других языках. Развитая система классификаторов присутствует в языке туюка, где зафиксировано более 90 классификаторов неодушевлённых предметов, и в других туканских языках.
В лейпцигской системе правил глоссирования классификаторы обозначаются сокращением CLF.